# 1460er
Portal Geschichte | Portal Biografien | Aktuelle Ereignisse | Jahreskalender | Tagesartikel

◄ |
14. Jh. |
15. Jahrhundert
| 16. Jh. | ►

◄ |
1430er |
1440er |
1450er |
1460er
| 1470er | 1480er | 1490er | ►

1460 |
1461 |
1462 |
1463 |
1464 |
1465 |
1466 |
1467 |
1468 |
1469

## Ereignis
- 1469: Vereinigung von Kastilien und Aragonien in der Kastilischen Hochzeit zwischen Isabella von Kastilien und Ferdinand von Aragón.